# Bagnara Calabra
Bagnara Calabra ist eine italienische Stadt in der Metropolitanstadt Reggio Calabria in Kalabrien mit 9238 Einwohnern (Stand 31. Dezember 2023).

## Lage und Daten
Bagnara Calabra liegt 37 km nordöstlich von Reggio Calabria an der Küste des Tyrrhenischen Meeres. Die Nachbargemeinden sind Melicuccà, Sant’Eufemia d’Aspromonte, Scilla und Seminara. Der ältere Teil des Orts erhebt sich auf einem Felsrücken, der moderne Teil liegt direkt an der Küste.

## Sehenswürdigkeiten

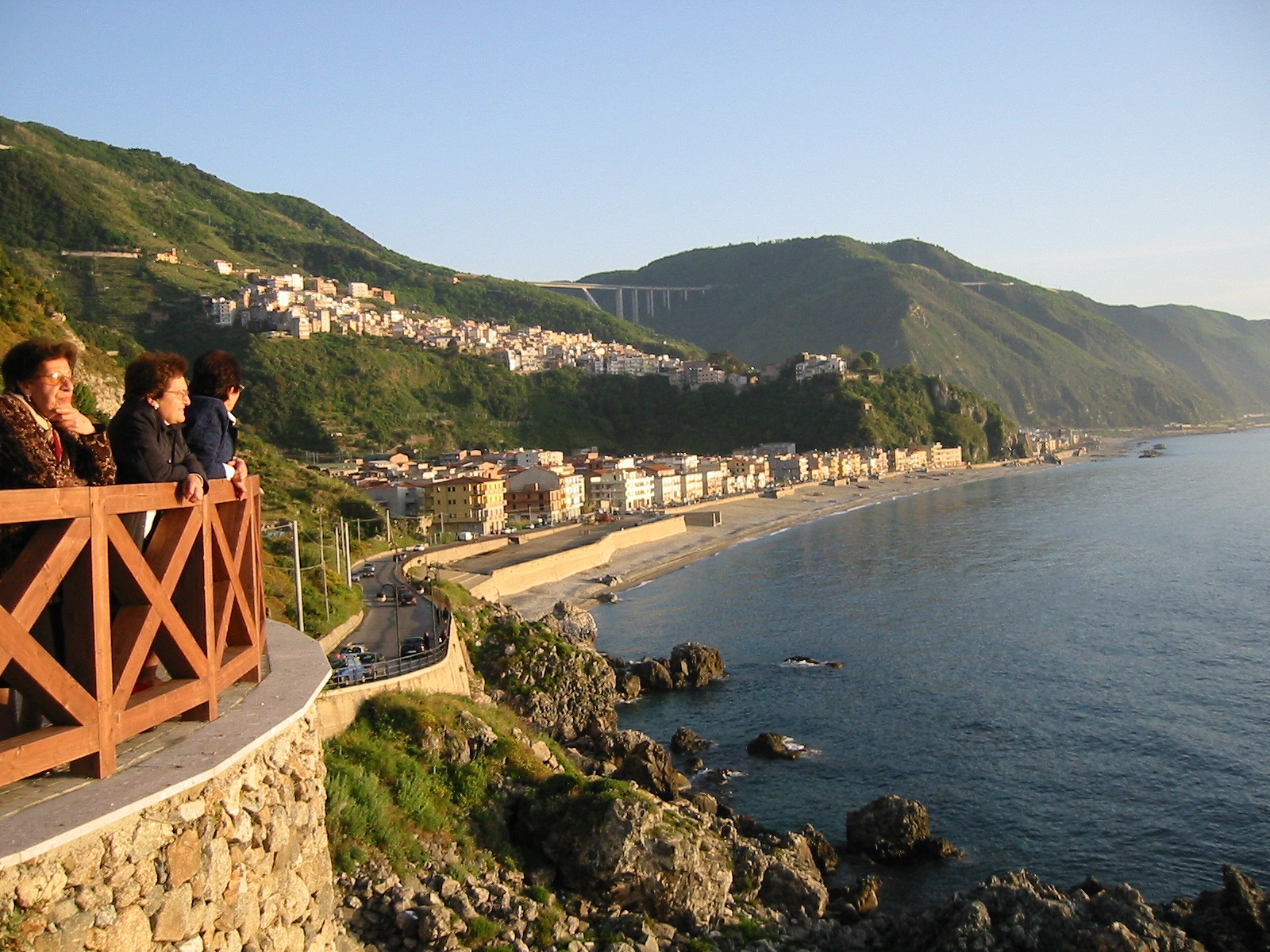
Bagnara Calabra in der Abendsonne. Im Hintergrund Brücken der Autostrada del Sole.

In der Kirche der Rosenkranzgemeinschaft befinden sich Gemälde aus dem 15. Jahrhundert und eine Skulptur aus dem 16. Jahrhundert. Auf dem Gebiet von Bagnara Calabra befindet sich die Grotta delle Rondini.

## Persönlichkeiten
- Antonio Maria Ruffo (1687–1753), Kardinal
- Giuseppe Maria Ruffo (getauft 1696–1754), Erzbischof von Capua
- Vincenzo Florio (1799–1868), Unternehmer und Politiker
- Loredana Bertè (* 1950), Sängerin
- Benito Carbone (* 1971), Fußballspieler und -trainer